# Ana Ojeda
Ana Ojeda (Buenos Aires, 8 de agosto de 1979) é uma escritora argentina.

## Carreira
Estudou Letras na Universidade de Buenos Aires, atingindo o grau de Licenciada em Letras. Desde 2005 desempenhou funções como editora de um pequeno selo autogestivo chamado El 8vo. loco ediciones.
Escritora prolífica de ficção, utiliza uma marcada variante rioplatense da linguagem espanhola para plasmar mundos urbanos nos quais "combina irreverencia e um prazer singular pelo som do texto".
Em 2014, Natu Poblet incluiu-a no projecto audiovisual "Novas vozes da narrativa argentina" juntamente com Selva Almada, Betina González, Fernanda García Lao, entre outros.

## Obras
- Modos de asedio (El 8vo. loco ediciones, 2007). Novela.
- Falso contacto (Milena Caserola, 2012). Novela.
- La invención de lo cotidiano (El 8vo. loco ediciones, 2013). Contos.
- Motivos particulares (Pánico el Pánico, 2013). Micro-relatos.
- No es lo que pensás. Sobre la imposibilidad de viajar (Hekht Libros, 2015). Novela.
- Necias y nercias (Modesto Rimba, 2017). Contos.
- Mosca blanca mosca muerta (Bajo la Luna, 2017). Novela.

## Distinções
- Segundo Prémio Casa do Escritor (Governo da Cidade de Buenos Aires, 2005) por Modos de asedio.
- Finalista com menção de honra do III Prémio Nacional "Laura Palmer no ha muerto" (Gárgola edições, 2012) por Falso contacto.
- Primeira finalista do Prémio Indio Rico (Estación Pringles, 2014) por Necias y nercias.